# Liste der Baudenkmale in Buxtehude
In der Liste der Baudenkmale in Buxtehude sind alle Baudenkmale der niedersächsischen Gemeinde Buxtehude aufgelistet.  Die Quelle der  Baudenkmale, der ID`s und der Beschreibungen ist der Denkmalatlas Niedersachsen. Der Stand der Liste ist der 28. November 2020.

## Allgemein
In den Spalten befinden sich folgende Informationen:
- Lage: die Adresse des Baudenkmales und die geographischen Koordinaten. Kartenansicht, um Koordinaten zu setzen. In der Kartenansicht sind Baudenkmale ohne Koordinaten mit einem roten Marker dargestellt und können in der Karte gesetzt werden. Baudenkmale ohne Bild sind mit einem blauen Marker gekennzeichnet, Baudenkmale mit Bild mit einem grünen Marker.
- Bezeichnung: Bezeichnung des Baudenkmales
- Beschreibung: die Beschreibung des Baudenkmales. Unter § 3 Abs. 2 NDSchG werden Einzeldenkmale und unter § 3 Abs. 3 NDSchG Gruppen baulicher Anlagen und deren Bestandteile ausgewiesen.
- ID: die Objekt-ID des Baudenkmales
- Bild: ein Bild des Baudenkmales, ggf. zusätzlich mit einem Link zu weiteren Fotos des Baudenkmals im Medienarchiv Wikimedia Commons. Wenn man auf das Kamerasymbol klickt, können Fotos zu Baudenkmalen aus dieser Liste hochgeladen werden:

## Buxtehude

### Gruppe: Nördliche Altstadt
Die Gruppe hat die ID 47724280. Quartier in der nördlichen Altstadt um die Petrikirche abseits der historischen, innerstädtischen Hauptverkehrs- und Handelswege mit kleinteiliger Bebauung auf schmalen, kleinen Parzellen. Häufig giebelständige Gebäude an schmalen Straßen und Gassen. Bebauung jüngerer Epochen unter Wahrung der prägenden Eigenschaften des Viertels. Straßen mit Natursteinpflaster.

| Lage                                          | Bezeichnung         | Beschreibung | ID       | Bild           |
| --------------------------------------------- | ------------------- | --- | -------- | -------------- |
| Abtstraße 1 53° 28′ 39″ N, 9° 42′ 4″ O        | Wohnhaus            | Zweigeschossiges Fachwerk-Eckhaus mit Backsteinsockel, giebelständig zur Abtstraße. Halbwalmdach mit leichter Giebelvorkragung, moderne Schleppgaube, Erbaut Ende des 18. Jahrhunderts. Erdgeschoss mehrfach verändert. Auf dem Grundstück befand sich in der Mitte des 18. Jahrhunderts eine Schule. Ob dieses Gebäude auch als Schule genutzt oder gebaut wurde, ist nicht bekannt.                                             | 30892449 |                |
| Abtstraße 3 53° 28′ 39″ N, 9° 42′ 4″ O        | Wohnhaus            | Zweigeschossiger, giebelständiger Fachwerkbau mit Backsteinsockel und Utlucht. Giebeldreieck zweifach vorkragend über profilierten Knaggen. Schwellen von Ober- und Dachgeschoss mit Schnitzwerk verziert. Gebogene Fußstreben. Erbaut Mitte des 16. Jahrhunderts. Erdgeschoss sowie Fensteröffnungen verändert. | 30892428 |                |
| Abtstraße 6 53° 28′ 39″ N, 9° 42′ 5″ O        | Abthaus             | Zweigeschossiger, giebelständiger Fachwerkbau, Giebeldreieck vorkragend über figürlich geschnitzten Knaggen. Neubau 1976 unter Wiederverwendung von Bauteilen des ursprünglich wohl um 1620 errichteten ehemaligen Stadthauses des Erzabtes von Harsefeld. Rundbogige Eingangstür transloziert, ursprünglich aus der Kirche in Neuhaus an der Oste. Innen translozierte Stuckdecke aus der Lange Straße 39.                       | 30892512 |                |
| Abtstraße 7 53° 28′ 39″ N, 9° 42′ 4″ O        | Wohnhaus            | Zwei Baukörper, die heute eine funktionale Einheit bilden. Eckhaus mit massivem Erd- und Fachwerk-Obergeschoss sowie Satteldach, traufständig zur Abtstraße. Westlich anschließend dreigeschossiger, dreiachsiger Putzbau, heute ohne eigenen Eingang, erbaut wohl im dritten Viertel des 19. Jahrhunderts. | 30893689 |                |
| Abtstraße 8 53° 28′ 39″ N, 9° 42′ 5″ O        | Wohnhaus            | Zweigeschossiger, giebelständiger Fachwerkbau, Giebel dreifach vorkragend, im ersten Obergeschoss über gekehlten Balkenköpfen, im ersten Dachgeschoss über profilierten Knaggen und geschnitzten Balkenköpfen, dazwischen gerundete Füllhölzer, im zweiten Dachgeschoss leichte Schwellenvorkragung ohne Stichbalken. Fassade im Erdgeschoss mehrfach verändert. Bemalte Holzbalkendecken im Inneren.                             | 30892493 |                |
| Abtstraße 10 53° 28′ 39″ N, 9° 42′ 5″ O       | Hinterhaus          | Zweigeschossiger Fachwerkbau als mittlerer Flügelanbau der für Buxtehude typischen Parzellenbebauung aus Vorder-, schmalerem Mittel- und Hinterhaus. Obergeschoss über geschwungenen und profilierten Knaggen zum Hof hin vorkragend. | 30892470 |                |
| Fischerstraße 2a 53° 28′ 40″ N, 9° 42′ 1″ O   | Stadtbibliothek     | Zweigeschossiges Fachwerk-Eckhaus auf massivem Backsteinsockel. Obergeschoss leicht vorkragend. Walmdach mit zweiachsigem, leicht vorkragendem Zwerchgiebel auf der Ostseite. Profiliertes Traufbrett. | 30893710 |                |
| Fischerstraße 3 53° 28′ 39″ N, 9° 42′ 1″ O    | Wohnhaus            | Zweigeschossiger, giebelständiger Fachwerkbau, laut Inschrift erbaut 1553. Giebel dreifach vorkragend. Hohes Erdgeschoss mit Einfahrtstor einer ursprünglichen Diele. Giebel mit Renaissance-Motiven reich verziert. 1977 umfangreich erneuert. | 30893731 |                |
| Fischerstraße 10 53° 28′ 40″ N, 9° 42′ 0″ O   | Wohnhaus            | Zweigeschossiger Fachwerkbau unter Mansarddach, erbaut laut dendrochronologischer Datierung um/nach 1776. Nordwestliche Traufseite direkt auf der Uferkante des Flethkanals errichtet. Dreigeschossiger, massiver, verputzter Straßengiebel mit Stuck- und Putzgliederungen. Spätklassizistische Gestaltungselemente, um 1870. Rückwärtiger, niedrigerer Anbau mit massivem Erd- und Fachwerk-Obergeschoss sowie Satteldach.      | 30896612 |                |
| Kirchenstraße 2 53° 28′ 38″ N, 9° 42′ 1″ O    | Wohnhaus            | Zweigeschossiges, zur Kirchenstraße hin giebelständiges Eckhaus. Fachwerkkonstruktion über massivem Erdgeschoss. Fassade im Erdgeschoss mehrfach verändert. | 30896503 |                |
| Kirchenstraße 4 53° 28′ 38″ N, 9° 42′ 0″ O    | Wohnhaus            | Schmaler, dreigeschossiger, giebelständiger Bau mit massiver Sichtbacksteinfassade und Satteldach. Erbaut im 20. Jahrhundert. | 30896482 |                |
| Kirchenstraße 8 53° 28′ 38″ N, 9° 42′ 1″ O    | Wohnhaus            | Schmaler, dreigeschossiger Bau von zwei Achsen, Walmdach hinter horizontalem Traufgesims, verputzte Backsteinfassade. | 30892075 |                |
| Kirchenstraße 10 53° 28′ 39″ N, 9° 42′ 0″ O   | Wohnhaus            | Dreigeschossiger, giebelständiger Bau von drei Achsen mit Satteldach. Klinkerfassade mit durchgehenden Fenstersohlbänken als Rollschicht, Dreiecksgiebel mit Schulterstaffeln. | 30892033 |                |
| Kirchenstraße 12 53° 28′ 39″ N, 9° 42′ 0″ O   | Wohnhaus            | Zweigeschossiger, giebelständiger Bau von vier Achsen unter Krüppelwalmdach. Massive, verputzte Fassade mit leicht vortretenden, unprofilierten Geschossgesimsen. | 30891991 |                |
| Kirchenstraße 14 53° 28′ 39″ N, 9° 42′ 0″ O   | Wohnhaus            | Zweigeschossiger, giebelständiger Bau von drei Achsen mit Satteldach. Massive, verputzte Fassade mit Putzgliederungen. | 30892348 |                |
| Kirchenstraße 16 53° 28′ 39″ N, 9° 41′ 59″ O  | Wohnhaus            | Zweigeschossiger, giebelständiger Bau von drei Achsen mit Satteldach. Massive, verputzte Fassade mit Putzgliederungen, Dreiecksgiebel mit Schulterstaffeln. | 30893754 |                |
| Lange Straße 2 b 53° 28′ 38″ N, 9° 42′ 3″ O   | St. Petri           | Die St.-Petri-Kirche wurde ab 1296 erbaut. Bereits 1285 wurde eine Grundsteinlegung erwähnt, allerdings wurde der Bau 1296, möglicherweise noch unvollendet, aufgegeben. Abgeschlossen wurde de Bau um 1320. Es ist ein dreischiffige Basilika aus Backstein mit einem Chor und einem Westturm. Der Turm wurde 1853 durch Blitzschlag zerstört und wieder aufgebaut. Im Inneren befindet sich ein Altarretabel aus dem Jahr 1710. | 30892203 | Weitere Bilder |
| Liebfrauenstraße 1 53° 28′ 39″ N, 9° 42′ 2″ O | Wohnhaus            | Zweieinhalbgeschossiger Putzbau mit Stuck- und Putzgliederungen, Krüppelwalmdach. Beide westlichen Gebäudeecken abgerundet. Erdgeschoss verändert. Erbaut in der zweiten Hälfte des 19. Jahrhunderts. | 30893668 |                |
| Moortorstraße 2 53° 28′ 40″ N, 9° 42′ 6″ O    | Altes Zollamt       | Zweigeschossiger, traufständiger Putzbau auf hohem Sockel, Satteldach mit Hohlpfannendeckung, Putzgliederungen, hoher Sockel mit Fugenschnitt, Kellerzugang mit zweiflügeligem Tor. Freitreppe am Haupteingang zum Erdgeschoss, daneben ein quer zur Fassade stehendes Mauerfragment aus Backstein. | 30892533 |                |
| Moortorstraße 3 53° 28′ 39″ N, 9° 42′ 4″ O    | Wohnhaus            | Zweigeschossiges Eckhaus mit Walmdach. Putzbau mit abgerundeter Gebäudeecke und spätklassizistischen Putzgliederungen. Erbaut 1875. | 30893647 |                |
| Moortorstraße 4 53° 28′ 40″ N, 9° 42′ 5″ O    | Wohn-/Geschäftshaus | Zweigeschossiges Eckhaus am platzartigen, nordöstlichen Ende der Moortorstraße. Putzbau mit Backsteingliederungen. Mansard-Flachdach mit schmalen Zwerchgauben, großer historistischer Zwerchgiebel an der Südfassade. Dachterrasse über dem zweiten Obergeschoss an der Südostecke. | 30893405 |                |
| Moortorstraße 6 53° 28′ 40″ N, 9° 42′ 5″ O    | Wohn-/Geschäftshaus | Schmaler, zweieinhalbgeschossiger, traufständiger Putzbau von drei Achsen mit Backsteingliederungen und Toreinfahrt. Einseitig zur Straße hin abgewalmtes Satteldach. | 30892556 |                |
| Ostfleth 42 53° 28′ 39″ N, 9° 41′ 59″ O       | Wohnhaus            | Dreigeschossiger Fachwerkbau mit massiver, verputzter Straßenfassade. Spätklassizistische Stuck- und Putzgliederungen der Fassade aus dem dritten Viertel des 19. Jahrhunderts. Erdgeschoss mit Geschäftseinbauten. | 30896568 |                |

### Gruppe: Wohnhäuser Stavenort
| Lage                                    | Bezeichnung   | Beschreibung | ID       | Bild |
| --------------------------------------- | ------------- | --- | -------- | ---- |
| Stavenort 16 53° 28′ 36″ N, 9° 42′ 9″ O | Wohnhaus      | Zweigeschossiger, traufständiger Fachwerkbau unter Satteldach, rückwärtige Traufseite im Erdgeschoss massiv (Backstein; vermutlich Reste der Stadtmauer). Gefachausfüllungen Backstein: insgesamt zehn Gefache lang, jedes Geschoss drei Gefache hoch. Zwei Eingänge: wohl Doppelwohnhaus.                                                                          | 30892941 |      |
| Stavenort 18 53° 28′ 36″ N, 9° 42′ 9″ O | Wohnhaus      | Zweigeschossiger, traufständiger Massiv- und Fachwerkbau unter Satteldach. Erdgeschoss umlaufend massiv (Backstein; vermutlich Reste der ehemaligen Stadtmauer). Obergeschoss auf Konsolen leicht vorkragend, Gefachausfüllungen Backstein. | 30892840 |      |
| Stavenort 19 53° 28′ 37″ N, 9° 42′ 9″ O | Wohnhaus      | Zweigeschossiger, traufständiger Fachwerkbau unter Satteldach (gemeinsam mit Nummer 21, 23, 25), rückwärtige Traufseite im Erdgeschoss massiv (Backstein; hier vermutlich Reste der Stadtmauer). Fachwerk je zwei Gefache breit und hoch, Gefachausfüllungen Backstein. Ergänzung um zwei Gefache nach Norden nach 1984, Verlegung des Haupteingangs in den Neubau. | 30896183 |      |
| Stavenort 21 53° 28′ 37″ N, 9° 42′ 9″ O | Wohnhaus      | Zweigeschossiger, traufständiger Fachwerkbau unter Satteldach (über Nr. 19-25), beide Traufseiten im Erdgeschoss massiv (Backstein; in der östlichen Fassade möglicherweise Reste der alten Stadtmauer). Im Obergeschoss vier Gefache breit, zwei Gefache hoch, Gefachausfüllungen Backstein.                                                                       | 30891678 |      |
| Stavenort 23 53° 28′ 36″ N, 9° 42′ 9″ O | Wohnhaus      | Zweigeschossiger, traufständiger Massiv- und Fachwerkbau unter Satteldach (über Nr. 19-25). Straßenseitige Traufe komplett massiv in Backstein ersetzt. Rückwärtige Traufseite im Erdgeschoss massiv (Backstein; möglicherweise hier Reste der alten Stadtmauer), Fachwerk im Obergeschoss, Gefachausfüllungen Backstein (erneuert).                                | 30891697 |      |
| Stavenort 25 53° 28′ 36″ N, 9° 42′ 9″ O | Wohnhaus      | Zweigeschossiger, traufständiger Fachwerkbau unter Satteldach (durchlaufend Nr. 19-25). Rückwärtige Traufseite im Erdgeschoss massiv (Backstein; hier vermutlich Reste der Stadtmauer). Gefachausfüllungen Backstein. | 30892248 |      |
| Stavenort 53° 28′ 36″ N, 9° 42′ 9″ O    | Linah-Zwinger | Fundamentreste des ehemaligen Linah-Zwingers, um 1550/1555. Kreisförmig angeordnete Rundlingsblöcke. | 30892652 |      |

### Gruppe: Wohnhäuser Westfleth 17–39
Die Gruppe „Wohnhäuser Westfleth 17–39“ hat die ID 30891050.

| Lage                                     | Bezeichnung | Beschreibung | ID       | Bild |
| ---------------------------------------- | ----------- | --- | -------- | ---- |
| Westfleth 17 53° 28′ 36″ N, 9° 41′ 53″ O | Wohnhaus    | Zweigeschossiger, traufständiger Bau mit Drempelgeschoss und Walmdach. Massive Backstein- und Putzfassade mit spätklassizistischen Stuck- und Putzgliederungen. Erbaut um 1880. | 30893981 |      |
| Westfleth 19 53° 28′ 37″ N, 9° 41′ 53″ O | Wohnhaus    | Zweigeschossiger, traufständiger Bau mit Drempelgeschoss und Walmdach. Massive Putzfassade mit lisenenartigen Putzgliederungen. Erheblich verändert. Mit Hausform sowie Parzelle Bestandteil des historischen Straßenbildes. | 30893962 |      |
| Westfleth 21 53° 28′ 37″ N, 9° 41′ 54″ O | Wohnhaus    | Zweigeschossiger, giebelständiger Fachwerkbau mit massiver Erdgeschoss-Fassade. Satteldach, Giebeldreieck zweifach leicht vorkragend über profilierten Balkenköpfen. Erdgeschoss verputzt, mit Geschäftseinbauten. Zweigeschossiges Fachwerk-Rückgebäude, als Flügel an Nordwestgiebel angebaut. | 30893941 |      |
| Westfleth 23 53° 28′ 37″ N, 9° 41′ 54″ O | Wohnhaus    | Zweigeschossiger, giebelständiger Fachwerkbau, erbaut wohl im 16. Jahrhundert. Satteldach mit rückseitigem Krüppelwalm (ursprünglich Vollwalm). Fassade vierfach vorkragend über kleinen Konsolen im ersten Obergeschoss bzw. einfachen Knaggen im Giebeldreieck. Backsteinausfachungen mit unterschiedlichen Zierverbänden. Erdgeschoss, Zierausfachungen sowie Giebelspitze verändert, Geschäftseinbauten im Erdgeschoss.                                                                       | 30893920 |      |
| Westfleth 23 53° 28′ 37″ N, 9° 41′ 53″ O | Stadtmauer  | Rest der mittelalterlichen Stadtmauer, Backsteinmauerwerk. Der auf dem Grundstück Westfleth 25 liegende Teil war bis 1988 als Erdgeschosswand in ein inzwischen abgebrochenes Nebengebäude integriert. Ähnliches ist bei weiteren Gebäuden im Verlauf der ehemaligen Stadtmauer zu vermuten. | 30893901 |      |
| Westfleth 25 53° 28′ 37″ N, 9° 41′ 54″ O | Wohnhaus    | Zweigeschossiger, giebelständiger Fachwerkbau mit Mansarddach. Dachgeschosse jeweils leicht vorkragend mit horizontalen Profilbohlen. Erbaut wohl in der Mitte des 18. Jahrhunderts. Erhaltene Rokoko-Innentüren. Erdgeschoss mehrfach verändert, Haustür mit Oberlicht in Rokoko-Formen nach Originalbefund rekonstruiert. Dreigeschossiges Fachwerk-Rückgebäude als Flügelanbau am Nordwestgiebel mit neu angebautem Treppenhaus.                                                               | 30893920 |      |
| Westfleth 27 53° 28′ 37″ N, 9° 41′ 54″ O | Wohnhaus    | Schmaler, zweigeschossiger, giebelständiger Bau mit verputzter Fassade mit historistischen Stuck- und Putzgliederungen. Dreiecksgiebel mit Schulterstaffeln und spitzbogigem Giebelfenster. Erbaut ca. in der Mitte des 19. Jahrhunderts. Erdgeschoss verändert, mit Geschäftseinbauten. | 30893859 |      |
| Westfleth 29 53° 28′ 38″ N, 9° 41′ 55″ O | Wohnhaus    | Zweigeschossiger, giebelständiger Fachwerkbau. Fassade zweifach leicht vorkragend über Stichbalken. Satteldach mit rückseitigem Krüppelwalm. Erbaut 1768. Erdgeschoss verändert, mit Geschäftseinbauten. Hinterhaus, über Flügelanbau mit dem Vorderhaus verbunden, mit einseitig zur Este hin abgewalmtem Satteldach. Darin Rest der Stadtmauer in der nordwestlichen Außenwand. | 30893838 |      |
| Westfleth 31 53° 28′ 38″ N, 9° 41′ 55″ O | Wohnhaus    | Zweigeschossiger, giebelständiger Fachwerkbau mit vierfach, teils nur sehr leicht vorkragender Fassade. Vorkragung im Obergeschoss über Stichbalken mit gerundeten Windbrettern, Dachgeschossvorkragung ohne Füllhölzer. Satteldach mit rückseitigem Krüppelwalm. Erbaut wohl in der zweiten Hälfte des 18./ Anfang des 19. Jahrhunderts. Erdgeschoss mehrfach verändert. Insgesamt drei unterschiedlich große Fachwerk-Hinterhäuser, in einer Reihe auf der schmalen Parzelle aneinander gebaut. | 30893817 |      |
| Westfleth 33 53° 28′ 38″ N, 9° 41′ 55″ O | Wohnhaus    | Zweigeschossiger, giebelständiger Fachwerkbau mit leicht vorkragendem Giebeldreieck. Satteldach mit rückseitigem Krüppelwalm. Erbaut wohl in der zweiten Hälfte des 18. Jahrhunderts, Fassade umfangreich erneuert, Zierausfachungen um 1975. Erdgeschoss mit Geschäftseinbauten. Zweigeschossiges Fachwerk-Hinterhaus mit Satteldach als Flügelanbau am Nordwestgiebel des Haupthauses. | 30893796 |      |
| Westfleth 35 53° 28′ 38″ N, 9° 41′ 56″ O | Wohnhaus    | Zweigeschossiger, giebelständiger Fachwerkbau mit Satteldach, inschriftlich datiert 1560. Fassade vierfach vorkragend über einfach geschwungenen Knaggen, über dem Erdgeschoss ohne Knaggen. Inschrift aus den 1930er Jahren mit überlieferter Jahreszahl. Erdgeschoss mehrfach umgebaut, mit Geschäftseinbauten. Zweigeschossiges Fachwerk-Rückgebäude, als Flügelbau an den Nordwestgiebel angebaut.                                                                                            | 30893345 |      |

### Gruppe: Wohnhäuser Westfleth 47–59
Die Gruppe hat die ID 30891064. Straßenbildprägende Zeile von giebel- und traufständigen ehemaligen Bürgerhäusern, Um- bzw. Neubauten der zweiten Hälfte des 19. Jahrhunderts, zum Teil spätklassizistisch geprägt. Platzartige Aufweitung des Straßenraums im Norden mit dem Stadtmauerturm und angrenzendem Wohnhaus als dessen Begrenzung.

| Lage                                             | Bezeichnung      | Beschreibung | ID       | Bild |
| ------------------------------------------------ | ---------------- | --- | -------- | ---- |
| Westfleth 47 53° 28′ 40″ N, 9° 41′ 57″ O         | Wohnhaus         | Schmaler, zweigeschossiger, giebelständiger Fachwerk- u. Massivbau mit Drempelgeschoss und Krüppelwalmdach. Massiver Straßengiebel mit Stuck- und Putzgliederungen. Erbaut etwa im dritten Viertel des 19. Jahrhunderts. Erdgeschoss mit Geschäftseinbauten. | 30893282 |      |
| Westfleth 49 53° 28′ 40″ N, 9° 41′ 58″ O         | Wohnhaus         | Schmaler, zweigeschossiger, giebelständiger Bau mit massivem, verputztem Straßengiebel mit Putzgliederungen. Erbaut etwa im dritten Viertel des 19. Jahrhunderts. | 30893240 |      |
| Westfleth 51 53° 28′ 40″ N, 9° 41′ 58″ O         | Wohnhaus         | Schmaler, zweigeschossiger, giebelständiger Bau mit massivem, verputztem Straßengiebel. Dreistaffelgiebel mit profiliertem Gesims. Erbaut in der zweiten Hälfte des 19. Jahrhunderts. Erdgeschoss mit Geschäftseinbauten. | 30893219 |      |
| Westfleth 53 53° 28′ 40″ N, 9° 41′ 58″ O         | Wohnhaus         | Schmaler, dreigeschossiger Putzbau mit spätklassizistischen Stuck- und Putzgliederungen und Walmdach. Erbaut um 1860. Erdgeschoss mit Geschäftseinbau. | 30893103 |      |
| Westfleth 55 53° 28′ 41″ N, 9° 41′ 58″ O         | Wohnhaus         | Zweigeschossiger, traufständiger Putzbau von fünf Achsen. Symmetrische Fassadengestaltung mit Betonung der Mittelachse und spätklassizistischen Stuck- und Putzgliederungen. Fensterloses Drempelgeschoss und Walmdach. Erbaut ca. 1860/70. | 30893082 |      |
| Westfleth 57 53° 28′ 41″ N, 9° 41′ 59″ O         | Wohnhaus         | Zweigeschossiger, traufständiger Putzbau von fünf Achsen mit spätklassizistischen Stuck- und Putzgliederungen und Walmdach. Erbaut im letzten Drittel des 19. Jahrhunderts. | 30893124 |      |
| Westfleth 59 53° 28′ 41″ N, 9° 41′ 59″ O         | Wohnhaus         | Das Haus wurde um 1900 erbaut. Es ist ein zweigeschossiges, verputztes Wohnhaus an der Ecke zur Straße Liebfrauenkirchhof. Das Haus ist in zwei unterschielcihen Teilen gestaltet. Der südwestlicher hat ein Volutengiebel und ein Satteldach. Der nordöstlicher Teil ist etwas niedriger und hat ein Walmdach, in der eingezogener Ecke befindet sich eine Freitreppe sowie ein Zierfachwerk. Beide Teile des Hauses sind mit Stuck- und Putzgliederungen versehen. | 30896675 |      |
| Liebfrauenkirchhof 12 53° 28′ 42″ N, 9° 42′ 0″ O | Wohnhaus         | Schmaler, zweigeschossiger, giebelständiger Putzbau mit Treppengiebel. Umbau in den 50er Jahren des 20. Jahrhunderts. Hausform und Parzellenzuschnitt Bestandteil der historischen Situation am Nord-Eingang des Fleths sowie städtebaulich wirksame Begrenzung der platzartigen Aufweitung des Straßenraums. | 30896633 |      |
| Liebfrauenkirchhof 10 53° 28′ 42″ N, 9° 42′ 1″ O | Marschtorzwinger | Zweigeschossiger Backsteinbau auf hufeisenförmigem Grundriss, Granitquadersockel, achteckiges Zeltdach, erbaut in der Mitte des 16. Jahrhunderts. Mit Naturstein eingefasste, große, liegende Schießscharten sowie kleinere, hochrechteckige Schlitzöffnungen ohne Gewände. Wappentafel auf der Ostseite mit Jahreszahl 1539. Letzter von ehemals fünf Rundtürmen der Stadtbefestigung. Zweigeschossiger Backstein-Anbau mit Walmdach im Süden.                      | 30896654 |      |

### Gruppe: Baugruppe Rathaus
Die Gruppe hat die ID 30890997. Nach dem Stadtbrand von 1911 wieder aufgebautes Quartier mit Rathaus und benachbarten Wohn- und Geschäftshäusern. Städtebauliche Gestaltung mit verbindender Eckgestaltung und Traufhöhe zwischen Rathaus und dem Eckhaus Lange Straße 4 sowie Wahrung altstädtischer Hausformen und Parzellen der Wohnhäuser Breite Straße 4 und Kirchenstraße 1-3. Die schmalen Gebäude Kirchenstraße 1 und 3 prägen die Kirchhofbebauung und überliefern damit einen wichtigen städtebaulichen Kontext.

| Lage                                                     | Bezeichnung          | Beschreibung | ID       | Bild |
| -------------------------------------------------------- | -------------------- | --- | -------- | ---- |
| Breite Straße 2 53° 28′ 36″ N, 9° 42′ 1″ O               | Rathaus              | Zweigeschossiger Backsteinbau auf hohem Kellergeschoss unter gleichmäßigem Walmdach. Erbaut 1913 durch den hannoverschen Architekten Alfred Sasse. Einzelne Bauteile in Kunststein: hoher dreigeschossiger Risalit, enthaltend das Eingangsportal mit Bekrönung an der Südfassade und polygonaler reichgestalteter Eckturm zur Langen Straße. Bedachungen in Kupfer (Gauben, Turmhaube sowie Tonne über dem Eingang und darauf aufsetzender Uhrenturm). | 30892054 |      |
| Breite Straße 4 53° 28′ 36″ N, 9° 42′ 0″ O               | Wohn-/ Geschäftshaus | Dreigeschossiger Backsteinbau mit Backstein- und Putzgliederungen, erbaut nach 1911. Neobarocke Gestaltungselemente. | 30892012 |      |
| Kirchenstraße 1a/Lange Str. 4 53° 28′ 36″ N, 9° 42′ 3″ O | Wohn-/ Geschäftshaus | Dreigeschossiger Backsteinbau mit Lisenengliederungen und Zierverband in den Brüstungsbereichen. Eckgebäude mit zweigeschossigem Eck-Erker über dem Eingang zum Laden im Erdgeschoss. Weiterer zweigeschossiger Erker über dem Eingang zum Wohnteil in der Kirchenstraße mit eigener Hausnummer, darüber ein spitzer Zwerchgiebel. Steiles Satteldach mit Schleppgauben. Erbaut nach Brand von 1911.                                                    | 30892096 |      |
| Kirchenstraße 1 53° 28′ 37″ N, 9° 42′ 3″ O               | Wohnhaus             | Zweigeschossiger, dreiachsiger Putzbau, zweifach leicht vorkragend, mit Putzgliederungen. Mansard-Flachdach mit Zwerchgiebel über gesamter Hausbreite mit Ortgang-Überstand. Erbaut nach einem Brand im Jahr 1911. | 30892160 |      |
| Kirchenstraße 3 53° 28′ 37″ N, 9° 42′ 3″ O               | Wohnhaus             | Zweigeschossiger, dreiachsiger Backsteinbau. Mansard-Flachdach mit hohem, geschweiftem Zwerchgiebel über gesamter Hausbreite. Erbaut nach einem Brand im Jahr 1911. | 30892139 |      |

### Gruppe: Bürgerhäuser Breite Straße
Die Gruppe hat die ID 30891011. Prägende Zeile von ehemaligen Bürgerhäusern entlang der Breiten Straße Richtung Markt und Rathausvorplatz. Fachwerk- und Massivbauten des 16.-19. Jahrhunderts.

| Lage                                                  | Bezeichnung | Beschreibung | ID       | Bild |
| ----------------------------------------------------- | ----------- | --- | -------- | ---- |
| Breite Straße 9 53° 28′ 38″ N, 9° 42′ 1″ O            | Wohnhaus    | Schmaler zweigeschossiger Bau unter Walmdach. Massive Fassade, verputzt, mit Stuck- und Putzgliederungen, spätklassizistische Gestaltungselemente. Erdgeschoss mit Geschäftseinbauten. | 30893162 |      |
| Breite Straße 11 53° 28′ 38″ N, 9° 42′ 0″ O           | Wohnhaus    | Schmaler zweigeschossiger, giebelständiger Fachwerkbau unter Mansarddach. Giebel zweifach leicht vorkragend über gerundeten Balkenköpfen. Erbaut wohl Ende des 18. Jahrhunderts. Im Erdgeschoss jüngere Geschäftseinbauten. | 30893181 |      |
| Breite Straße 17 53° 28′ 36″ N, 9° 41′ 57″ O          | Wohnhaus    | Schmaler, dreigeschossiger, giebelständiger Fachwerkbau unter Satteldach. Erbaut um 1600. Giebel dreifach leicht vorkragend über reich geschnitzten Balkenköpfen und Konsolen, ornamentierte Füllhölzer, gebuckelte Fußstreben (teilweise nur aufgemalt). Die Unterkante der Schwellen zwischen den Balkenköpfen sind mit Wulst und Schiffskehlen profiliert. Obergeschosse je fünf Fach breit und zwei Fach hoch, Gefache mit Buntmauerwerk gefüllt. Im Erdgeschoss jüngere Geschäftseinbauten. | 30892777 |      |
| Breite Straße 19 53° 28′ 37″ N, 9° 41′ 57″ O          | Wohnhaus    | Dreigeschossiger Bau unter Walmdach, massive Straßenfassade mit Stuck- und Putzgliederungen des Spätklassizismus, um 1860. Erdgeschoss mit jüngeren Geschäftseinbauten. | 30892756 |      |
| Breite Straße 21 53° 28′ 37″ N, 9° 41′ 57″ O          | Wohnhaus    | Dreigeschossiger, traufständiger Fachwerkbau unter Walmdach. Erdgeschoss mit jüngeren Geschäftseinbauten. | 30894213 |      |
| Ostfleth 32/Breite Straße 53° 28′ 37″ N, 9° 41′ 56″ O | Wohnhaus    | Dreigeschossiger, traufständiger Bau an der Ecke Ostfleth/Breite Straße. Das zum Fleth gerichtete massive Vordergebäude mit einem niedrigen ersten Obergeschoss (Zwischengeschoss) um 1850: Putzbau mit Putzgliederungen des Spätklassizismus. Das an der Breiten Straße liegende Rückgebäude ist aus Fachwerk mit Backsteinfüllungen und aufwendigen Fächerrosetten, 16. Jahrhundert. | 30894192 |      |

### Gruppe: Wohnhausgruppe Lange Straße
Die Gruppe hat die ID 30890957. Das Bild der nördlichen Langen Straße bis zum St. Petri-Platz prägende Zeile von ehemaligen Bürgerhäusern auf schmalen, langen Parzellen mit dazugehörigen Hinterhäusern. Zur Lange Straße zumeist ehemals giebelständige Fachwerkbauten des 16.-18. Jahrhunderts, die größtenteils im 19. Jahrhundert mit einer traufständigen, häufig massiven Fassade erneuert wurden.

| Lage                                          | Bezeichnung         | Beschreibung | ID       | Bild |
| --------------------------------------------- | ------------------- | --- | -------- | ---- |
| St. Petri-Platz 9 53° 28′ 36″ N, 9° 42′ 6″ O  | Heimatmuseum        | Zweigeschossiger giebelständiger Fachwerkbau des 16. Jahrhunderts. Zweifache Giebelvorkragung auf profilierten Konsolen. Mittig zwei Eingangstüren, zu den Seiten je eine zweigeschossige Utlucht. Reichhaltige Fachwerkarchitektur mit Backsteingefachen. 1913 in veränderter Form als Heimatmuseum an ursprünglicher Stelle neu aufgebaut. | 30892960 |      |
| St. Petri-Platz 11 53° 28′ 36″ N, 9° 42′ 6″ O | Wohnhaus            | Zweigeschossiger, giebelständiger Fachwerkbau unter Krüppelwalmdach, massiver Straßengiebel, verputzt mit geringen Putzgliederungen, ca. 1910. Obergeschoss 1946 neu aufgebaut, Erdgeschoss mit Geschäftseinbauten. | 30892880 |      |
| St. Petri-Platz 13 53° 28′ 36″ N, 9° 42′ 5″ O | Wohnhaus            | Zweigeschossiger giebelständiger Fachwerkbau unter Mansarddach, wohl 18. Jahrhundert. Massiver, verputzter Straßengiebel mit Gestaltungselementen des Spätklassizismus, um 1850. Zweigeschossiger Fachwerk-Hofflügel aus der Mitte des 16. Jahrhunderts: im Innenraum sind hier Fragmente von Renaissancemalerei erhalten. | 30892798 |      |
| Lange Straße 1 53° 28′ 36″ N, 9° 42′ 4″ O     | Wohnhaus            | Eingeschossiger giebelständiger Fachwerkbau unter Mansarddach mit Halbwalm zur Straße, 18. Jahrhundert. Zugehörig eine rückwärtige kleinteilige alte Feldstein-Hofpflasterung. | 30892819 |      |
| Lange Straße 3 53° 28′ 36″ N, 9° 42′ 4″ O     | Wohnhaus            | Zweigeschossiger giebelständiger Fachwerkbau des 16. Jahrhunderts mit massivem Straßengiebel des Spätklassizismus um 1870. Das Rückgebäude ist ein zweigeschossiger Fachwerk- und Massivbau, dessen Obergeschoss in reich gestaltetem Fachwerk ausgeführt ist, Mitte 16. Jahrhundert. | 30891970 |      |
| Lange Straße 5 53° 28′ 36″ N, 9° 42′ 3″ O     | Wohnhaus            | Zweigeschossiger Fachwerkbau des 16. Jahrhunderts mit massiver Backsteinfassade mit reicher Stuck- und Putzgliederung, laut Inschrift 1890. Beispiel früherer Bürgerhausarchitektur mit klassizistischen Stilelementen. Erdgeschoss durch jüngere Geschäftseinbauten überformt. Zweigeschossiges Fachwerk-Rückgebäude wohl des 16. Jahrhunderts, Obergeschoss vorkragend, war zwischenzeitlich mit Fassadenplatten verkleidet.                                            | 30892227 |      |
| Lange Straße 7 53° 28′ 35″ N, 9° 42′ 3″ O     | Wohn-/Geschäftshaus | Zweigeschossiger giebelständiger Bau mit massivem Treppengiebel der zweiten Hälfte des 20. Jahrhunderts. Im Kern Bau des 18. Jahrhunderts. Aufgrund von Hausform und Parzelle Bestandteil des historischen Straßenbildes. | 30896143 |      |
| Lange Straße 9 53° 28′ 35″ N, 9° 42′ 3″ O     | Wohnhaus            | Zweigeschossiger giebelständiger Bau, datiert 1581, erneuert 1981. Fachwerkgiebel dreifach vorkragend über profilierten Balkenköpfen. Im ersten Obergeschoss Doppelstielfachwerk, drei Gefache breit, zwei Gefache hoch. Das Dachgeschoss einfaches Fachwerk, sechs Gefache breit und fünf Gefache hoch, hier Aussteifung durch Fußstreben. Das auffallend hohe Erdgeschoss für Geschäftseinbau verändert, rückwärtig ist das Haus massiv erneuert.                       | 30896122 |      |
| Lange Straße 11 53° 28′ 35″ N, 9° 42′ 3″ O    | Wohnhaus            | Zweigeschossiger giebelständiger Fachwerkbau unter jüngerem Krüppelwalmdach. Straßengiebel massiv (verputzt) ersetzt. Erdgeschoss überformt durch Geschäftseinbauten. Fachwerkrückgebäude. Aufgrund der historischen Parzellenform Bestandteil des historischen Straßenbildes. | 30896223 |      |
| Lange Straße 13 53° 28′ 35″ N, 9° 42′ 2″ O    | Wohnhaus            | Schmaler dreigeschossiger, vierachsiger, traufständiger Bau mit Drempel unter Walmdach. Putzfassade mit Stuck- und Putzgliederungen. Gestaltungselemente des Spätklassizismus, um 1870. Erdgeschoss mit jüngeren Geschäftseinbauten. | 30896202 |      |
| Lange Straße 17 53° 28′ 35″ N, 9° 42′ 2″ O    | Wohnhaus            | Dreigeschossiger, vierachsiger, giebelständiger Bau unter Walmdach. Putzfassade mit Stuck- und Putzgliederungen, Gestaltungselemente des Spätklassizismus. Erdgeschoss überformt durch Geschäftseinbauten. | 30892922 |      |
| Lange Straße 19 53° 28′ 34″ N, 9° 42′ 1″ O    | Wohnhaus            | Dreigeschossiger Fachwerkbau aus der ersten Hälfte des 17. Jahrhunderts. Traufständige Straßenfassade im 19. Jahrhundert massiv erneuert, darüber erhalten sind reichgeschnitzte Figurenknechte unter Dachtraufe. Der Seitenflügel ist ein zweigeschossiger, das Rückgebäude mit der Adresse Viverstraße 20A ist ein dreigeschossiger Fachwerkbau mit Backsteinausfüllungen, 17. Jahrhundert. Im Erdgeschoss hier Reste der historischen Stadtmauer (Backstein) erhalten. | 30892980 |      |

### Gruppe: Wohnhäuser Lange Straße 25–29
Die Gruppe hat die ID 30890943. Gruppe aus drei ehemaligen Bürgerhäusern. Giebelständige Fachwerk- und Massivbauten des 16. bis 18. Jahrhunderts, einschließlich zugehöriger Rückgebäude.

| Lage                                        | Bezeichnung | Beschreibung | ID       | Bild |
| ------------------------------------------- | ----------- | --- | -------- | ---- |
| Lange Straße 25 53° 28′ 34″ N, 9° 42′ 0″ O  | Wohnhaus    | Zweigeschossiger giebelständiger Bau unter Halbwalmdach, erbaut 1548. Erdgeschoss massiv in großformatigen Ziegeln; gotisches Portal mit reich profiliertem Gewände. Obergeschoss in Fachwerk (erneuert). Dreigeschossiger Hofflügel in Fachwerk: beide Obergeschosse sowie Traufe sind über reich profilierte Knaggen vorgekragt, an beiden Schwellen der Obergeschosse geometrische Flachschnitzereien; Mitte des 16. Jahrhunderts.                                | 30896101 |      |
| Lange Straße 27 53° 28′ 34″ N, 9° 42′ 0″ O  | Wohnhaus    | Zweieinhalbgeschossiger giebelständiger Fachwerkbau unter Halbwalmdach, erbaut wohl im 17. Jahrhundert. Erdgeschoss überformt, linksseitige Utlucht. Erstes Obergeschoss mezzaninartig. Giebel im Obergeschoss vorkragend über geschwungenen und profilierten Knaggen; Dachgeschoss vorkragend auf Stichbalken. Gut erhaltener Seitenflügel in Fachwerk. Das Hinterhaus (Viverstraße 16) enthält im Erdgeschoss in der Ostfassade Reste der historischen Stadtmauer. | 30892901 |      |
| Lange Straße 29 53° 28′ 33″ N, 9° 41′ 59″ O | Wohnhaus    | Zweigeschossiger, giebelständiger Bau mit hohem reich gestaltetem, in Backstein errichtetem Treppengiebel des 19. Jahrhunderts. Erdgeschoss durch Geschäftseinbau großflächig überformt. Fachwerk-Rückgebäude aus dem 18. Jahrhundert. Das Hinterhaus (Viverstraße 14) enthält im Erdgeschoss Reste der historischen Stadtmauer. | 30891657 |      |

### Gruppe: Wohn- und Geschäftshäuser Geesttor
Die Gruppe hat die ID 30890930. Gruppe von Wohn- und Geschäftshäusern des Spätklassizismus und Historismus in städtebaulich prägender Situation (Platzanlage) am ehemaligen Geesttor am südwestlichen Beginn der Lange Straße.

| Lage                                        | Bezeichnung          | Beschreibung | ID       | Bild |
| ------------------------------------------- | -------------------- | --- | -------- | ---- |
| Lange Straße 44 53° 28′ 33″ N, 9° 41′ 54″ O | Wohnhaus             | Dreigeschossiger Putzbau mit Stuck- und Putzgliederungen, Walmdach, um 1875. Eckbau Lange Straße/Ritterstraße mit Fassadengestaltung im Sinne des Spätklassizismus. Das Erdgeschoss ist durch Geschäftseinbauten überformt.                                                                                           | 30895806 |      |
| Lange Straße 46 53° 28′ 33″ N, 9° 41′ 53″ O | Wohn-/ Geschäftshaus | Dreigeschossiger, traufständiger Massivbau mit Walmdach. Eckhaus Lange Straße / Ritterstraße mit abgerundeter Gebäudeecke. Im Erdgeschoss verputzt mit Putzfugenschnitt, die Obergeschosse aus Backsteinen mit Putzflächen. Erbaut Ende des 19. Jahrhunderts.                                                         | 30892859 |      |
| Lange Straße 47 53° 28′ 31″ N, 9° 41′ 54″ O | Wohnhaus             | Dreigeschossiger, traufständiger Putzbau mit Stuck- und Putzgliederungen, inschriftlich datiert „Anno 1873“. Fassadengliederung im Sinne des Spätklassizismus. Das Erdgeschoss ist durch Geschäftseinbauten überformt.                                                                                                | 30893366 |      |
| Lange Straße 48 53° 28′ 32″ N, 9° 41′ 53″ O | Wohnhaus             | Zweigeschossiger, zur Lange Straße traufständiger, verputzter Backsteinbau mit zusätzlichen Stuck- und Putzgliederungen, erbaut um 1900. Eckhaus, Gebäudeecke betont durch einen anderthalbgeschossigen Eckerker im ersten Obergeschoss und Dachgeschoss mit Bekrönung durch einfache Welsche Haube. Schieferdeckung. | 30896736 |      |

### Gruppe: Wohnhausgruppe Harburger Straße
Die Gruppe hat die ID 30890916. Gruppe von drei villenartigen Wohnhäusern auf großen Gartengrundstücken. Mit Elementen des Spätklassizismus gestaltete, gutbürgerliche Wohnhäuser des letzten Drittels des 19. Jahrhunderts in städtebaulich prägender Situation.

| Lage                                           | Bezeichnung | Beschreibung | ID       | Bild |
| ---------------------------------------------- | ----------- | --- | -------- | ---- |
| Harburger Straße 5 53° 28′ 41″ N, 9° 42′ 14″ O | Wohnhaus    | Zweigeschossiger, traufständiger Putzbau unter flachem, über hölzernen Konsolen stark vorkragendem Walmdach. Fassadengestaltung im Sinne des Spätklassizismus bzw. der Neorenaissance, um 1880.                                                | 30895741 |      |
| Harburger Straße 7 53° 28′ 41″ N, 9° 42′ 16″ O | Wohnhaus    | Anderthalbgeschossiger, traufständiger Putzbau mit Putzgliederungen. Zur Straße ein zweigeschossig übergiebelter Risalit links. Gestaltungselemente der Zeit um 1875.                                                                          | 30895869 |      |
| Harburger Straße 9 53° 28′ 41″ N, 9° 42′ 17″ O | Wohnhaus    | Zweigeschossiger, traufständiger Putzbau mit Stuck- und Putzgliederungen. Von der Straße aus ein übergiebelter Risalit links. Gestaltungselemente des Spätklassizismus. Erbaut im letzten Viertel des 19. Jahrhunderts. Umgebender Ziergarten. | 30895848 |      |

### Gruppe: Wohnhausgruppe Bahnhofstraße 7, 9
Die Gruppe hat die ID 30890903. Gruppe zweier gründerzeitlicher Mietwohnhäuser, dreigeschossige Putzbauten mit aufwändigen Stuck- und Putzgliederungen, teils mit spätklassizistischen Gestaltungselementen.

| Lage                                        | Bezeichnung | Beschreibung | ID       | Bild |
| ------------------------------------------- | ----------- | --- | -------- | ---- |
| Bahnhofstraße 7 53° 28′ 26″ N, 9° 41′ 44″ O | Wohnhaus    | Dreigeschossiger, traufständiger Putzbau mit Stuck- und Putzgliederungen, übergiebelter Mittelrisalit mit aufwändig gestaltetem Wintergartenvorbau.                                    | 30895156 |      |
| Bahnhofstraße 9 53° 28′ 26″ N, 9° 41′ 43″ O | Wohnhaus    | Dreigeschossiger, traufständiger Putzbau mit Stuck- und Putzgliederungen unter Satteldach, dreigeschossiger, übergiebelter Mittelrisalit. EG durch Geschäftseinbauten stark verändert. | 30894343 |      |

### Gruppe: Wohnhausgruppe Bahnstraße 11–21
Die Gruppe hat die ID 30890890. Gruppe von drei symmetrisch zueinander angeordneten Siedlungs-Doppelhäusern, entstanden  um 1925. Im Sinne des Heimatstils gestaltete Putzbauten mit Backsteingliederungen und ziegelgedeckten Mansarddächern. Eingeschossig über hohen Kellern, jedes Doppelhaus besitzt zudem einen straßenseitigen Giebel im ersten Obergeschoss und diesem vorgelagert einen oder zwei halbrunde Erker im Erdgeschoss.

| Lage                                         | Bezeichnung      | Beschreibung | ID                              | Bild |
| -------------------------------------------- | ---------------- | --- | ------------------------------- | ---- |
| Bahnstraße 11/13 53° 28′ 13″ N, 9° 40′ 52″ O | Doppelhaushälfte | Östliche und westliche Hälfte des östlichen Doppelhauses, entstanden um 1925. Im Sinne des Heimatstils gestalteter Putzbau mit Backsteingliederung im Sockelbereich unter ziegelgedecktem Mansarddach. Eingeschossig über hohem Keller. In der Straßenfassade ein halbrunder Erker im Erdgeschoss, darüber ein in Backstein abgesetzter Balkon im Mansardgeschoss.                | 30894875/1/-/ 30895250 30894875 |      |
| Bahnstraße 15/17 53° 28′ 13″ N, 9° 40′ 51″ O | Doppelhaushälfte | Östliche und westliche Hälfte des mittleren Doppelhauses, entstanden um 1925. Im Sinne des Heimatstils gestalteter Putzbau mit Backsteingliederung im Sockelbereich unter ziegelgedecktem Mansarddach. Straßenseitiger Giebel im ersten Obergeschoss und diesem vorgelagert ein halbrunder Erker im Erdgeschoss, darüber ein in Backstein abgesetzter Balkon im Mansardgeschoss.  | 30894800/1/-/ 30895215 30894800 |      |
| Bahnstraße 19/21 53° 28′ 13″ N, 9° 40′ 50″ O | Doppelhaushälfte | Östliche und westliche Hälfte des westlichen Doppelhauses, entstanden um 1925. Im Sinne des Heimatstils gestalteter Putzbau mit Backsteingliederung im Sockelbereich unter ziegelgedecktem Mansarddach. Straßenseitiger Giebel im ersten Obergeschoss und diesem vorgelagert ein halbrunder Erker im Erdgeschoss, darüber ein in Backstein abgesetzter Balkon im Mansardgeschoss. | 30894782/1/-/ 30895197 30894782 |      |

### Gruppe: Klosterhof
Die Gruppe hat die ID 30890877. Städtebaulich prägende Situation im historischen Kern Altklosters. Hierzu gehören die Ruinen des alten Klosters, die sie einfassende Grünfläche und auch der Platzraum und die anliegenden Straßen mit historischer Pflasterung des ehemaligen Klosters.

| Lage                                     | Bezeichnung | Beschreibung | ID       | Bild |
| ---------------------------------------- | ----------- | --- | -------- | ---- |
| Klosterhof 2 53° 27′ 59″ N, 9° 41′ 28″ O | Wohnhaus    | Eingeschossiger Backsteinbau unter Satteldach, erbaut Ende des 19. Jahrhunderts. Der Westgiebel mit dem ursprünglichen Eingang weist eine reiche Backsteingliederung mit gotisierenden Gestaltungselementen auf. Die übrigen Fassaden sind teilweise überformt. | 30894364 |      |
| Klosterhof 53° 27′ 58″ N, 9° 41′ 27″ O   | Platz       | Klosterhof mit nach Befund rekonstruierten Fundamenten des ehemaligen Alten Klosters Buxtehude. | 30894276 |      |

### Gruppe: Hofanlage Westmoor 6
Die Gruppe hat die ID 30890890. Niederdeutsche Hofanlage, Fachwerkbaugruppe des 18./19. Jahrhunderts mit großem Wohn-/Wirtschaftsgebäude und Scheune. Einschließlich kleinteiliger alter Feldstein-Hofpflasterung.

| Lage                                  | Bezeichnung               | Beschreibung | ID       | Bild |
| ------------------------------------- | ------------------------- | --- | -------- | ---- |
| Westmoor 6 53° 29′ 3″ N, 9° 41′ 25″ O | Wohn-/ Wirtschaftsgebäude | Großes Zweiständer-Hallenhaus unter Reet-Walmdach, Granitquadersockel, erbaut 1848. Innengerüst im Dielenbereich erhalten.        | 30891448 |      |
| Westmoor 6 53° 29′ 2″ N, 9° 41′ 24″ O | Scheune                   | Längserschlossener Fachwerkbau unter Walmdach, erbaut wohl im 18. Jahrhundert. Das Gebäude ist nach Süden in Fachwerk verlängert. | 30891427 |      |

### Gruppe: Hofanlage Neuland 11
Die Gruppe hat die ID 30890829. Typische Hofanlage einer Straßenhufensiedlung. Fachwerk-Baugruppe mit zur Straße giebelständigem Haupthaus und dahinter angeordneter Scheune sowie alter kleinteiliger Feldstein-Hofpflasterung um die Gebäude. Beide Gebäude sind reetdachgedeckt.

| Lage                                  | Bezeichnung               | Beschreibung | ID       | Bild |
| ------------------------------------- | ------------------------- | --- | -------- | ---- |
| Neuland 11 53° 29′ 6″ N, 9° 42′ 16″ O | Wohn-/ Wirtschaftsgebäude | Zweiständer-Hallenhaus, datiert 1847 (Oberlicht Tür Wohnteil). Steilgiebel des Wohnteils dreifach leicht vorkragend über profilierten Balkenköpfen, Wirtschaftsgiebel mit Halbwalm, Granitquadersockel. | 30891406 |      |
| Neuland 11 53° 29′ 6″ N, 9° 42′ 15″ O | Scheune                   | Längserschlossener Fachwerkbau unter Krüppelwalmdach, Westgiebel massiv ersetzt. | 30891387 |      |

### Einzelbaudenkmale
| Lage                                                 | Bezeichnung                          | Beschreibung | ID                              | Bild |
| ---------------------------------------------------- | ------------------------------------ | --- | ------------------------------- | ---- |
| Bahnhofstraße 4 53° 28′ 29″ N, 9° 41′ 46″ O          | Amtsgericht                          | Zweigeschossiger Backsteinbau in neoromanischem Rundbogenstil mit flach geneigtem Walmdach, erbaut ca. 1865. Gestalterisch hervorgehobener Mittelrisalit mit erhöhtem Dreiecksgiebel zwischen zwei Ziertürmchen. Geschossübergreifende Ecklisenen, Rundbogenfries unter dem Traufgesims. Einzelne Gliederungen und Architekturteile in Sandstein. | 30895076                        |      |
| Bahnhofstraße 17 53° 28′ 24″ N, 9° 41′ 40″ O         | Wohnhaus                             | Freistehendes, zweieinhalbgeschossiges Eckhaus mit hohem Sockel und Gliederungen in Sichtbackstein, ansonsten verputzt. Übergiebelte Risalite an den Straßenfassaden Krüppelwalm an der Bahnhofstraße und Dreiecksgiebel an der Parkstraße. Hölzerner Balkon unter Schleppdach an der Südwestseite, Standerker vor dem Mittelrisalit an der Nordwestseite. | 30895827                        |      |
| Estebrügger Straße 2 53° 28′ 44″ N, 9° 42′ 5″ O      | Kattau-Mühle                         | Mächtiger fünfgeschossiger Rohziegelbau unter flachem Satteldach. Schlichte Fassadengestaltung mit Gliederung durch Ziegellisenen, Eisensprossenfenster. Technische Ausstattung bis auf wenige Relikte im Dachgeschoss entfernt. Anbau des ehemaligen Maschinenhauses erhalten, Maschinen entfernt. Umnutzung als Möbelhaus unter Erhalt des äußeren Erscheinungsbildes und der Tragkonstruktion (im Bereich der ehemaligen Mühle Walzenträger, im Speicherteil Holzkonstruktion). Städtebaulich markante Lage am Hafen vor der Stadt. | 30894320                        |      |
| Estebrügger Straße 12/12b 53° 28′ 48″ N, 9° 42′ 6″ O | Doppelhaus                           | Doppelwohnhaus. Langgestreckter, eingeschossiger, traufständiger Fachwerkbau unter hohem Mansarddach. Dachgeschoss zweifach vorkragend über Knaggen. Zweite Hälfte des 18. Jahrhunderts; Fachwerkgerüst vollständig erneuert. Im Gesamtbau (Doppelhaus) zwei eigene Eingänge zur Straße, umgebende Grün- und Gartenfläche. | 30892736/1/-/ 30894765 30892736 |      |
| 53° 28′ 37″ N, 9° 41′ 55″ O                          | Flethkanal                           | Städtebaulich prägende Kanalanlage zwischen Flethmühle und Hafen. Die ursprünglich aus behauenen Findlingsblöcken erbauten Ufermauern nur nördlich der Fischerstraße erhalten, sonst modern ersetzt. Einschließlich Kanaltor im Norden. | 30894723                        |      |
| Hafenbrücke 1 53° 28′ 42″ N, 9° 42′ 8″ O             | Steingutfabrik (ehem.)               | Auf einer Insel im Hafen erbautes dreigeschossiges Fabrikationsgebäude in Backsteinmauerwerk. Sockel des Brennofens erhalten. Seitlich angebaute Fabrikantenwohnung. Heute von der Malerschule genutzt. | 30895958                        |      |
| Halepaghenstraße 3 53° 28′ 37″ N, 9° 42′ 15″ O       | Turnhalle                            | Langgestreckter, im Westen dreigeschossiger Backsteinbau unter Walmdach, im Osten Turnhalle über die beiden oberen Geschosse, ablesbar an langen schmalen Fensteröffnungen über neun Achsen. Expressionistische Fassadengliederung durch Lisenen und ein kräftiges Hauptgesims. Bau des norddeutschen Backstein-Expressionismus, um 1925. | 30894656                        |      |
| Harburger Straße 2 53° 28′ 39″ N, 9° 42′ 12″ O       | Haus der Kirche                      | Zweigeschossiger Putzbau von neun Achsen unter Satteldach. Symmetrische Fassadengliederung mit zwei kräftig vorgezogenen Treppenhausachsen; in diesen Vorbauten finden sich die beiden Eingänge unter Balkonen im ersten Obergeschoss. Die Fassadengestaltung ist im Sinne des Rundbogenstils (um 1860) gestaltet. Ehemals als Pfarrhaus genutzt. | 30894700                        |      |
| Harburger Straße 53° 28′ 40″ N, 9° 42′ 14″ O         | Gefallenendenkmal                    | Ehrenmal für die Gefallenen des Krieges 1870/71. Ornamentierte Sandsteinsäule auf Sockel mit gestuftem Unterbau und bekrönendem Adler. Vierseitige Darstellung des Eisernen Kreuzes. | 30894635                        |      |
| Harburger Straße 4 53° 28′ 39″ N, 9° 42′ 14″ O       | Schule                               | Repräsentativer dreigeschossiger Backsteinbau, symmetrisch mit insgesamt neun Achsen, datiert 1870. Ursprünglich als Schule genutzt. Reiche Backsteingliederungen, zum Teil Fassade durch farbig glasierte Ziegel gestaltet. Dreiachsiger übergiebelter Mittelrisalit, Freitreppe, Portal. | 30894677                        |      |
| Harburger Straße 6 53° 28′ 39″ N, 9° 42′ 17″ O       | Königliche Baugewerkschule Buxtehude | Breitgelagerter dreigeschossiger Putzbau auf hohem Sockel. Die Hauptfassade wird durch einen breiten Mittelrisaliten und zwei etwas zurücktretende Eckrisalite gegliedert; repräsentative, im Sinne der Neorenaissance reich gestaltete Fassade. Entstanden in mehreren Bauabschnitten zwischen 1875 und 1913: 1875/76 sog. „Pavillon“ im Westflügel, 1876/77 Nordflügel, Architekt: Max Hittenkofer (Direktor des Technikums seit 1875). Der Ostflügel ist eine Erweiterung von Bernhard Wätjen 1913, ebenso das zentrale Portal im Nordflügel (zuvor zwei Eingänge rechts und links des Mittelrisaliten). Jüngerer Anbau an der Südseite. | 30894611                        |      |
| Hauptstraße 6 53° 28′ 9″ N, 9° 41′ 21″ O             | Wohn-/ Wirtschaftsgebäude            | Zweiständer-Hallenhaus unter Satteldach, hoher Backsteinsockel. Gedeckt mit Reet. Linke Traufe im Wohnbereich massiv ersetzt. | 30895293                        |      |
| Kirchenstraße 13 53° 28′ 38″ N, 9° 41′ 59″ O         | Markthalle                           | Langgestreckter, eingeschossiger Putzbau mit Satteldach und zweigeschossigem, turmartigen Zwerchhaus mit Walmdach und Erkertürmchen. Grundriss dem Straßenverlauf folgend abgewinkelt. Neuromanische Gestaltungselemente und Putzgliederungen. Erbaut Anfang des 20. Jahrhunderts | 30896522                        |      |
| Kirchenstraße 15 53° 28′ 38″ N, 9° 41′ 59″ O         | Wohnhaus                             | Zweigeschossiger, giebelständiger Fachwerkbau mit Satteldach. Fassade dreifach vorkragend über geschwungenen Knaggen. Inschriftliche Datierung „1650“ nicht original. Umfangreiche Erneuerung 1977, straßenseitiger Giebel rekonstruiert. Haustür transloziert. | 30892407                        |      |
| Kirchenstraße 17 53° 28′ 38″ N, 9° 41′ 58″ O         | Wohnhaus                             | Zweigeschossiges, zum Fleth giebelständiges Eckhaus mit Satteldach. Erdgeschoss sowie Giebel massiv, Obergeschoss traufseitig Fachwerk. Straßengiebel verputzt, mit Gliederungselementen etwa aus der Mitte des 19. Jahrhunderts. Versprung der Erdgeschosshöhe im östlichen Teil der traufseitigen Fassade an der Kirchenstraße. | 30896545                        |      |
| Lange Straße 37 53° 28′ 33″ N, 9° 41′ 57″ O          | Wohnhaus                             | Dreigeschossiger, traufständiger Putzbau mit Stuck- und Putzgliederung des Spätklassizismus um ca. 1870 unter Walmdach. Rückgebäude älter, ca. Mitte 16. Jahrhundert. Reich im Sinne der Renaissance gestaltet: Fachwerkbau auf massivem Kellergeschoss, Satteldach; Obergeschoss über Balkenköpfen und Konsolen vorgekragt, geometrische Ornamente zur Verzierung der Schwelle. Obergeschoss sechsachsig, zwei Gefache hoch, gebogene Fußstreben, Buntmauerwerk aus glasierten Ziegeln. | 30896056                        |      |
| Lüneburger Schanze 1 53° 27′ 46″ N, 9° 41′ 44″ O     | Scheune                              | Fachwerkbau unter Halbwalmdach bzw. Walmdach mit Längsdurchfahrt, umgenutzt als Geschäftshaus. Ursprünglich zu Beginn des 19. Jahrhunderts als Scheune zum Hof Lüneburger Schanze 1 errichtet. | 30891792                        |      |
| Lüneburger Schanze 7 53° 27′ 48″ N, 9° 41′ 43″ O     | Wohn-/ Wirtschaftsgebäude            | Großes Fachwerk-Hallenhaus unter reetgedecktem Satteldach mit einseitigem Halbwalm auf der Westseite. Inschriftliche Datierung „Anno 1801“ über dem Einfahrtstor am Westgiebel. Ostgiebel zum Teil erneuert. | 30891813                        |      |
| Neuland 19 53° 29′ 8″ N, 9° 42′ 19″ O                | Wohn-/ Wirtschaftsgebäude            | Kleines Zweiständer-Hallenhaus, Wohnteil mit Steilgiebel, Wirtschaftsgiebel abgewalmt, Backsteinsockel. Heute ziegelgedeckt. | 30891368                        |      |
| Neuland 97 53° 29′ 47″ N, 9° 42′ 5″ O                | Gut Vogelsang                        | Ehemaliges Zweiständer-Hallenhaus, Wirtschaftsteil erheblich verändert, dabei Wirtschaftsgiebel massiv ersetzt. Wohngiebel mit Krüppelwalm. Giebel dreifach vorkragend über geschwungenen und profilierten Knaggen, gerundete Füllhölzer. | 30891349                        |      |
| Ostfleth 34 53° 28′ 38″ N, 9° 41′ 58″ O              | Wohnhaus                             | Zweieinhalbgeschossiger Fachwerkbau unter Walmdach. Massive Straßenfassade aus der Zeit um 1870. Stuck- und Putzgliederungen, im Erdgeschoss mit Putzfugenschnitt. | 30895682                        |      |
| Ritterstraße 10 53° 28′ 33″ N, 9° 41′ 53″ O          | Wohnhaus                             | Dreigeschossiger, traufständiger Putzbau mit reichen Stuck- und Putzgliederungen, erbaut Ende des 19. Jahrhunderts. Jüngere Veränderungen. | 30894108                        |      |
| Ritterstraße 14 53° 28′ 34″ N, 9° 41′ 53″ O          | Wohnhaus                             | Dreigeschossiger, giebelständiger Fachwerkbau. Giebel erneuert. | 30894068                        |      |
| Ritterstraße 15 53° 28′ 34″ N, 9° 41′ 50″ O          | Villa Kähler                         | Die Villa wurde von 1851 bis 1853 erbaut, der Bauherr war Julius Cäsar Kähler. Die Villa befindet sich am südlichen Ende der Altstadt und ist von drei Seiten von Wasser umgeben. Hier stand der ehemalige Amtshof. Es ist ein zweigeschossiges Haus im Stil einer Burg. An er nördlichen Fassade, hier liegt auch der Eingang befindet sich ein dreigeschossiger Turm mit Zinnen. | 30894026                        |      |
| Ritterstraße 15 53° 28′ 34″ N, 9° 41′ 50″ O          | Garten                               | Zur Fabrikantenvilla gehörender umgebender parkartiger Garten mit schmiedeeiserner Einfriedung zur Ritterstraße. Die Westseite des Gartens grenzt an die Viver; hier befinden sich auch noch die Reste eines ehemaligen Stadtmauerturms. | 47772500                        |      |
| Ritterstraße 16 53° 28′ 35″ N, 9° 41′ 51″ O          | Flethmühle                           | Zweiflügeliger, im Grundriss L-förmiger Backsteinbau. Nordostflügel fünfgeschossig mit acht Fensterachsen, Satteldach mit vier Zwerchgauben. 1860/61 zunächst dreigeschossig erbaut und mehrfach aufgestockt (1869/70 sowie 1936). Sockel aus Granitquadern mit zwei gewölbten Durchlässen. Südwestflügel sechsgeschossig mit hohem Satteldach, erbaut 1869/70 und ebenfalls 1936 aufgestockt. | 30894002                        |      |
| Schulstraße 12 53° 28′ 0″ N, 9° 41′ 14″ O            | Wohn-/ Wirtschaftsgebäude            | Zweiständer-Hallenhaus unter Krüppelwalmdach, hoher Backsteinsockel. Rechte Traufe z. T. massiv ersetzt. | 30895312                        |      |
| Stader Straße 53° 28′ 8″ N, 9° 41′ 6″ O              | Gefallenendenkmal                    | Denkmal für die Gefallenen des Ersten Weltkrieges. Aus behauenen Feldsteinen aufgemauerte achteckige Stele auf quadratischem Sockel. | 30894438                        |      |
| Stader Straße 12 53° 28′ 9″ N, 9° 41′ 11″ O          | Wohnhaus                             | Freistehender ein- bis zweigeschossiger Backsteinbau mit Gliederungen durch farbig glasierte Ziegel, um 1900. Stark vorkragende Dächer über reich gestalteter hölzerner Stützkonstruktion. Hölzerner Wintergartenvorbau. | 30895331                        |      |
| Stader Straße 24 53° 28′ 9″ N, 9° 41′ 4″ O           | Villa Rose                           | Villenartiger zweigeschossiger Backstein- und Putzbau, z. T. mit Zierfachwerk versehen. Markanter zweigeschossiger Eckturm in Fachwerk mit überhöhtem Dach. Insgesamt bewegte Dachlandschaft durch Risalite und Erker. Erbaut 1905, Inschrift „Villa Rose Anno 1905“. In Grund- und Aufriss lebhaft, z. T. mit spätgotischen Formelementen gestalteter Bau. | 30895354                        |      |
| Stader Straße 28 53° 28′ 9″ N, 9° 41′ 2″ O           | Wohnhaus                             | Zwei- bis dreigeschossiger Backsteinbau mit Putz- und Stuckgliederungen, erbaut ca. 1900. In Grund- und Aufriss lebhaft gegliederter, freistehender Bau. | 30895055                        |      |
| Stader Straße 40 53° 28′ 9″ N, 9° 40′ 54″ O          | Wohnhaus                             | Villenartiger zweigeschossiger Backstein- und Putzbau, mit Zierfachwerk, erbaut 1906/07. In Grund- und Aufriss lebhaft gegliederter Bau mit einem polygonalen Eckturm, Erkern, Gauben, Balkonen und einer insgesamt sehr bewegten Dachlandschaft. Einschließlich Gartengrundstück, Grundstückseinfriedung mit Backstein. | 30894297                        |      |
| Stader Straße 44 53° 28′ 9″ N, 9° 40′ 52″ O          | Wohnhaus                             | Dreigeschossiger Backstein- und Putzbau mit Putzgliederungen, erbaut um 1900. Kräftig vorgezogener übergiebelter Mittelrisalit. | 30895034                        |      |
| Stader Straße 60 53° 28′ 10″ N, 9° 40′ 42″ O         | Wohnhaus                             | Zweigeschossiger Putzbau, erbaut ca. 1905. In Grund- und Aufriss lebhaft gegliederter freistehender Bau. Mansarddach. | 30895013                        |      |
| Stader Straße 78 53° 28′ 11″ N, 9° 40′ 33″ O         | Wohnhaus                             | Ein- bis zweigeschossiger Putzbau, erbaut 1907. In Grund- und Aufriss lebhaft gegliederter freistehender Bau. | 30894992                        |      |
| 53° 28′ 33″ N, 9° 41′ 48″ O                          | Stadtgraben                          | Ehemaliger Stadtgraben der mittelalterlichen Stadtanlage in den erhaltenen Abschnitten mit Este im Westen, Bleichergraben und Viver im Südosten sowie Hafen im Norden. Gewässerführung und Uferverlauf zum Teil überformt. | 30892632                        |      |
| Viverstraße 53° 28′ 28″ N, 9° 41′ 58″ O              | Gartenhaus                           | Fachwerkbau unter hohem Mansarddach, z. T. massiv ersetzt. Zweite Hälfte des 18. Jahrhunderts. Front von drei Fachwerkachsen mit mittiger Tür und zwei flankierenden Fenstern. An den Ständern seitlich der Tür je ein schlanker geschnitzter Pilaster mit ionischem Kapitell. Zweiflügelige Eingangstür, Oberkante und Dekoration nach der Mitte emporschwingend; Flügel jeweils mit einem Feld von sechs durch zierliches Sprossenwerk (langgezogenes Blattwerk) getrennten Scheibenfüllungen über einer Füllung in Sockelzone. | 30895762                        | BW   |
| Westfleth 45 53° 28′ 40″ N, 9° 41′ 57″ O             | Wohnhaus                             | Breiter, zweigeschossiger, traufständiger Fachwerkbau mit hohem Walmdach, erbaut im 18. Jahrhundert. Straßenfassade im Erdgeschoss massiv ersetzt, verputzt mit Fugenschnitt. | 30893303                        |      |

## Daensen

### Gruppe: Zum Lehmfeld
Die Gruppe hat die ID 30891249. Unregelmäßig gruppierte niederdeutsche Hofanlage, bestehend aus großem Haupthaus, Scheune und Wagenschauer, jeweils in Fachwerkbauweise, sowie kleinteiliger, alter Hofpflasterung, Hofeinfriedung und altem Baumbestand.

| Lage                                       | Bezeichnung              | Beschreibung | ID       | Bild |
| ------------------------------------------ | ------------------------ | --- | -------- | ---- |
| Zum Lehmfeld 1 53° 25′ 18″ N, 9° 41′ 47″ O | Wohn-/Wirtschaftsgebäude | Großes Hallenhaus in kleinquadratischem Fachwerk unter reetgedecktem Satteldach. Giebelschwelle mit Inschrift, giebelspitze verbrettert. | 30893603 |      |
| Zum Lehmfeld 1 53° 25′ 18″ N, 9° 41′ 46″ O | Scheune                  | Fachwerkbau unter Satteldach mit harter Deckung, Längsdurchfahrt. Westliche Traufseite massiv ersetzt.                                   | 30895600 |      |
| Zum Lehmfeld 1 53° 25′ 19″ N, 9° 41′ 48″ O | Wagenschauer             | Fachwerkbau unter reetgedecktem Satteldach. Ehemalige Einfahrtstore nach Umbau fest verglast.                                            | 30895581 |      |
| Zum Lehmfeld 1 53° 25′ 19″ N, 9° 41′ 47″ O | Einfriedung              | Hofeinfriedung aus locker geschichteten Feldsteinen.                                                                                     | 30895619 |      |

### Einzelbaudenkmale
| Lage                                               | Bezeichnung               | Beschreibung | ID       | Bild |
| -------------------------------------------------- | ------------------------- | --- | -------- | ---- |
| Daenser Weg 14 53° 25′ 26″ N, 9° 41′ 39″ O         | Ehemalige Schule          | Vierständer-Hallenhaus unter Halbwalmdach mit heute verglaster Grootdör und einscheibigen Fenstern in den Giebelgefachen unterhalb des Halbwalms. Rückwärtiger Wohnteil massiv verlängert. Ehemals genutzt als Schule von Daensen. Errichtet 1857 (i).                                                                        | 30892267 |      |
| Daenser Weg 16 53° 25′ 24″ N, 9° 41′ 38″ O         | Wohn-/ Wirtschaftsgebäude | Zweiständer-Hallenhaus unter reetgedecktem Walmdach. Äußeres Fachwerk-Gerüst vollständig erneuert, Innengerüst erhalten. | 30893524 |      |
| Zum Baaksberg 13 53° 25′ 15″ N, 9° 41′ 39″ O       | Wohn-/ Wirtschaftsgebäude | Hallenhausähnlicher Backsteinbau unter Satteldach mit aufwändigen Backsteingliederungen. Nordgiebel mit bauzeitlichen Fenstern und vollplastischen Pferdeköpfen im Giebeldreieck. Erbaut Ende des 19. Jahrhunderts. Veränderungen am Wohngiebel, jüngerer, im rechten Winkel angebauter Stall.                                | 30892287 |      |
| Zum Baaksberg 15 53° 25′ 18″ N, 9° 41′ 37″ O       | Wohn-/ Wirtschaftsgebäude | Hallenhausähnlicher Backsteinbau unter Satteldach mit harter Deckung. Reiche Gliederungen durch Backsteinprofile und Lisenen, vor allem am spiegelsymmetrisch gestalteten Nordostgiebel. Erbaut um 1890. | 30895638 |      |
| Zum Baaksberg 18 53° 25′ 20″ N, 9° 41′ 35″ O       | Wohn-/ Wirtschaftsgebäude | Großer, hallenhausähnlicher Backsteinbau unter zweigeschossigem Satteldach. Beide Giebel spiegelsymmetrisch mit Backsteingliederungen und Formsteinen gestaltet. Weit zurückgesetzter Eingang mit Freitreppe am Südostgiebel. Jüngerer Stallanbau und Veränderungen.                                                          | 30895659 |      |
| Zum Baaksberg 19 53° 25′ 19″ N, 9° 41′ 35″ O       | Scheune                   | Fachwerkbau unter Walmdach, Längsdurchfahrt, Fachwerk zum Teil erneuert, Innengerüst erhalten. Zu Wohnhaus umgebaut. | 30892310 | BW   |
| Heimbrucher Straße 102 53° 26′ 15″ N, 9° 40′ 31″ O | Wohn-/ Wirtschaftsgebäude | Hallenhaus mit reetgedecktem Halbwalmdach. Ursprünglich einseitig abgewalmtes Satteldach. Außenwände des Wohnteils waren zum Teil massiv ersetzt, mittlerweile als Fachwerkwand rekonstruiert. Umfangreiche Veränderung der Dachform mit Halbwalm über Wirtschaftsgiebel und Trapezgauben. Errichtet wohl im 19. Jahrhundert. | 30896717 |      |

## Dammhausen

### Einzelbaudenkmale
| Lage                                             | Bezeichnung               | Beschreibung | ID       | Bild |
| ------------------------------------------------ | ------------------------- | --- | -------- | ---- |
| Dammhauser Straße 63 53° 29′ 24″ N, 9° 39′ 46″ O | Wohn-/ Wirtschaftsgebäude | Zweiständer Hallenhaus unter Walmdach mit Reet-Deckung. Dielentor in Fachwerk zugesetzt, Veränderung durch Fenstereinbauten. Erbaut wohl im 19. Jahrhundert.                                                               | 30891469 |      |
| Dammhauser Straße 79 53° 29′ 22″ N, 9° 39′ 54″ O | Wohn-/ Wirtschaftsgebäude | Zweiständer-Hallenhaus unter Satteldach mit Reet-Deckung, inschriftlich datiert 1889. Giebel des Wohnteils massiv in Backstein, mit zeittypischen Backsteingliederungen. Jüngerer Veranda-Anbau am straßenseitigen Giebel. | 30891488 |      |

## Eilendorf

### Gruppe: Feldsteinmauern Eilendorf
Die Gruppe hat die ID 30891196. Ortsbildprägende Grundstückseinfriedungen aus locker geschichteten Feldsteinen im historischen Ortskern von Eilendorf entlang des Eilendorfer Weges.

| Lage                                        | Bezeichnung | Beschreibung | ID       | Bild |
| ------------------------------------------- | ----------- | --- | -------- | ---- |
| Eilendorfer Weg 1 53° 27′ 6″ N, 9° 42′ 8″ O | Einfriedung | Straßenparallele Grundstückseinfriedung aus locker geschichteten Feldsteinen, an Zufahrten unterbrochen und rechtwinklig abgeknickt. | 30891873 |      |
| Eilendorfer Weg 2 53° 27′ 6″ N, 9° 42′ 8″ O | Einfriedung | Straßenparallele Grundstückseinfriedung aus locker geschichteten Feldsteinen, an Zufahrten unterbrochen und rechtwinklig abgeknickt. | 30891774 |      |
| Eilendorfer Weg 5 53° 27′ 6″ N, 9° 42′ 8″ O | Einfriedung | Straßenparallele Grundstückseinfriedung aus locker geschichteten Feldsteinen, an Zufahrten unterbrochen und rechtwinklig abgeknickt. | 30891834 |      |

## Hedendorf

### Gruppe: Harsefelder Straße 60
Die Gruppe hat die ID 30890854. Unregelmäßig angeordnete Baugruppe mit Haupthaus und Scheune in Misch- bzw. Fachwerkbauweise sowie alter, kleinteiliger Feldstein-Hofpflasterung.

| Lage                                              | Bezeichnung               | Beschreibung | ID       | Bild |
| ------------------------------------------------- | ------------------------- | --- | -------- | ---- |
| Harsefelder Straße 60 53° 28′ 44″ N, 9° 36′ 55″ O | Wohn-/ Wirtschaftsgebäude | Großes, im Kern barockzeitliches Fachwerk-Hallenhaus unter reetgedecktem Satteldach mit einseitigem Halbwalm auf der Ostseite. Hoher Backsteinsockel auf Granitquadern. Wohnteil sowie Westgiebel 1925 massiv ersetzt. Wirtschaftsgiebel im Osten von 1825 mit Inschrift über der Grootdör, durch nachträgliche seitliche Tore verändert. | 30891287 |      |
| Harsefelder Straße 60 53° 28′ 43″ N, 9° 36′ 57″ O | Scheune                   | Fachwerkbau unter reetgedecktem Halbwalmdach mit sehr steilen Walmen. Seitliches Einfahrtstor an der nördlichen Traufseite. Westgiebel massiv ersetzt. | 30891735 |      |

### Einzelbaudenkmale
| Lage                                              | Bezeichnung               | Beschreibung | ID       | Bild |
| ------------------------------------------------- | ------------------------- | --- | -------- | ---- |
| Harsefelder Straße 24 53° 28′ 52″ N, 9° 37′ 13″ O | Wohn-/ Wirtschaftsgebäude | Giebelständiges Zweiständer-Hallenhaus unter reetgedecktem Satteldach. Inschrift und Datierung „Anno 1825“ über der Grootdör am Südostgiebel. Südliche Traufwand überwiegend massiv ersetzt.                                                                     | 30891306 |      |
| Dorfstraße 6 53° 28′ 50″ N, 9° 37′ 9″ O           | Wohn-/ Wirtschaftsgebäude | Auf einer wurtartigen, mit kleinteiligem Feldsteinmauerwerk befestigten Aufschüttung um 1800 errichtete Fachwerk-Kate unter reetgedecktem Halbwalmdach. 1979 umfangreich erneuert. Massiver, nachträglicher Anbau.                                               | 30895421 | BW   |
| Dorfstraße 9 53° 28′ 49″ N, 9° 37′ 7″ O           | Einfriedung               | Straßenbildwirksame Mauer aus locker geschichteten Feldsteinen. | 30896776 |      |
| Dorfstraße 22 53° 28′ 47″ N, 9° 36′ 57″ O         | Dierkshof                 | Großes Zweiständer-Hallenhaus unter reetgedecktem Halbwalmdach, Granitquadersockel. Inschrift mit Datierung „Anno 1848“ über der Grootdör. Südwestliche Traufwand zum Teil massiv ersetzt. Einschließlich alter kleinteiliger Feldsteinhofpflasterung. Dierkshof | 30896424 | BW   |
| Dorfstraße 22 53° 28′ 46″ N, 9° 36′ 58″ O         | Dierkshof                 | Hoffläche mit kleinteiliger Feldstein-Pflasterung, historischem Baumbestand sowie großem Findling mit Inschrift der Hofbezeichnung „Dierks-Hoff“. | 47919824 |      |
| Harsefelder Straße 62 53° 28′ 42″ N, 9° 36′ 53″ O | Wohn-/ Wirtschaftsgebäude | Ehemaliges Zweiständer-Hallenhaus, größtenteils massiv ersetzt und umfangreich erneuert. Wirtschaftsgiebel in Fachwerk erhalten. | 30895723 |      |
| Feldstraße 53° 27′ 54″ N, 9° 36′ 57″ O            | Brücke (Bauwerk)          | Durchlass sehr ungewöhnlicher Bauweise, vermutlich aus Feldsteinen eines ehemaligen Großsteingrabes errichtet. Sie stellt in dieser Art eine Einmaligkeit in der Brückengeschichte Niedersachsens dar.                                                           | 40906281 |      |

## Immenbeck

### Gruppe: Gut Immenbeck
Die Gruppe hat die ID 30891209. Umfangreiche, unregelmäßige, ortsbildprägende Anlage des 19. und frühen 20. Jahrhunderts mit Herrenhaus, mehreren Wirtschaftsgebäuden und großem Gutspark. Hofeinfriedung als Backsteinmauer mit regelmäßig angeordneten Pfeilern. Gutshof mit altem Baumbestand, teilweise mit historischer Hof-Pflasterung und einer alten Feldsteinmauer, die sich parallel östlich des Fahrweges im südlichen Teil des Hofes erstreckt.

| Lage                                          | Bezeichnung               | Beschreibung | ID       | Bild |
| --------------------------------------------- | ------------------------- | --- | -------- | ---- |
| Ardestorfer Weg 1 53° 26′ 47″ N, 9° 43′ 48″ O | Herrenhaus (Bauwerk)      | Zweigeschossiger Putzbau von sechs Achsen mit weit vorgezogenem, asymmetrisch angeordnetem Mittelrisalit. Rundbogiges Portal mit Freitreppe. Fassadengliederung durch unterschiedlich abgesetzte, an den Ecken lisenenartige Putzflächen. Mansarddach mit großen Schleppgauben. Vermutlich jüngere Anbauten an den Schmalseiten, gartenseitige Terrasse. | 30896696 |      |
| Ardestorfer Weg 1 53° 26′ 45″ N, 9° 43′ 49″ O | Stall                     | Eingeschossiger Backsteinbau unter Satteldach mit übergiebeltem, zweigeschossigen Mittelrisalit. Spätklassizistische Gestaltungselemente, inschriftliche Datierung 1875. Große Uhr im Giebel, daher auch als „Uhrenhaus“ bezeichnet. | 30896346 |      |
| Ardestorfer Weg 1 53° 26′ 44″ N, 9° 43′ 44″ O | Wohn-/ Wirtschaftsgebäude | Zweiständer-Hallenhaus unter Krüppelwalmdach. Südostgiebel massiv ersetzt, nördlicher Wohnteil wohl um 1900 massiv in Backstein verlängert. | 30893561 |      |
| Ardestorfer Weg 1 53° 26′ 43″ N, 9° 43′ 43″ O | Stall                     | Fachwerkbau unter Walmdach mit Reet-Deckung. Längsdurchfahrt, Feldsteinsockel. Errichtet um 1700 als Schafstall, umgenutzt als Wohnhaus. | 30893542 | BW   |
| Ardestorfer Weg 1 53° 26′ 49″ N, 9° 43′ 46″ O | Park                      | Landschaftspark mit altem Baumbestand. | 30893505 |      |

### Einzelbaudenkmale
| Lage                                          | Bezeichnung               | Beschreibung | ID       | Bild |
| --------------------------------------------- | ------------------------- | --- | -------- | ---- |
| Ardestorfer Weg 2 53° 26′ 42″ N, 9° 43′ 38″ O | Wohn-/ Wirtschaftsgebäude | Hallenhausähnlicher Backsteinbau unter Satteldach, inschriftlich datiert 1892. Aufwändige Backsteingliederungen und -profile, symmetrische Gestaltung der beiden Giebel. Bauzeitliche Fenster und Haustür im Wohnteil. | 30896242 |      |
| Inne Beek 74 53° 26′ 38″ N, 9° 43′ 37″ O      | Wohn-/ Wirtschaftsgebäude | Stattliche, symmetrisch angeordnete Dreiflügelanlage in Fachwerkbauweise, erbaut ca. 1890 unter Verwendung älterer Bauteile. Mittelflügel anderthalbgeschossig mit leicht vorgezogenem, risalitartigem Zwerchhaus mit verziertem, stark vorkragendem Freigespärre mit Krüppelwalmdach. Beiderseits des Mittelrisalits kleinere Zwerchgauben mit stark vorkragendem Satteldach. Seitenflügel eingeschossige, niedrigere, fensterlose Wirtschaftsflügel mit großen Toreinfahrten und Krüppelwalmdach. | 30896263 |      |

## Ketzendorf

### Gruppe: Feldsteinmauern Ketzendorf
Die Gruppe hat die ID 30891236. Straßenbildprägende Grundstückseinfriedungen aus locker geschichteten Feldsteinen entlang der Dorfstraße.

| Lage                                      | Bezeichnung | Beschreibung | ID       | Bild |
| ----------------------------------------- | ----------- | --- | -------- | ---- |
| Ketzendorf 10 53° 26′ 43″ N, 9° 45′ 49″ O | Einfriedung | Trockenmauer aus großformatigen Feldsteinen entlang zweier großer Bäume, im Süden etwa rechtwinklig abgeknickt.                                                                         | 30896406 |      |
| Ketzendorf 17 53° 26′ 42″ N, 9° 45′ 51″ O | Einfriedung | Straßenbegleitende Trockenmauer aus unterschiedlich großen Feldsteinen, durch Grundstückszufahrt unterbrochen.                                                                          | 30896367 |      |
| Ketzendorf 19 53° 26′ 41″ N, 9° 45′ 53″ O | Einfriedung | Straßenbegleitende Trockenmauer aus unterschiedlich großen Feldsteinen, durch Grundstückszufahrt unterbrochen. Nordwestlicher Mauerabschnitt begleitet die Zuwegung auf dem Grundstück. | 30891952 |      |
| Ketzendorf 27 53° 26′ 40″ N, 9° 45′ 53″ O | Einfriedung | Straßenbegleitende Trockenmauer aus unterschiedlich großen Feldsteinen. | 30891934 |      |
| Ketzendorf 28 53° 26′ 40″ N, 9° 45′ 53″ O | Einfriedung | Straßenbegleitende Trockenmauer aus unterschiedlich großen Feldsteinen, zum Teil stark überwachsen.                                                                                     | 30893387 |      |
| Ketzendorf 33 53° 26′ 38″ N, 9° 45′ 53″ O | Einfriedung | Grundstückseinfriedung aus vermauerten Feldsteinen, großteils erneuert. Im südlichen Teil mit jüngeren Aufbauten Metallzaun-Elementen zwischen Backstein-Pfeilern.                      | 30893464 |      |

### Einzelbaudenkmale
| Lage                                      | Bezeichnung               | Beschreibung | ID       | Bild |
| ----------------------------------------- | ------------------------- | --- | -------- | ---- |
| Ketzendorf 2 53° 26′ 45″ N, 9° 45′ 50″ O  | Wohn-/ Wirtschaftsgebäude | Traufständiger, eingeschossiger Massivbau unter Satteldach mit schmalem Zwerchhaus. Sichtbacksteinfassaden mit geputzten Lisenen und Ortgang-Gliederungen. Eingang im Zwerchhaus unter drei gestaffelten Rundbögen auf Säulen bzw. Halbsäulen mit Jugendstil-Kapitellen. Satteldach des Zwerchhauses weit vorkragend mit Freigespärre. Alle Fenster erneuert. | 30896445 |      |
| Ketzendorf 15 53° 26′ 44″ N, 9° 45′ 51″ O | Stall                     | Ursprünglich reetgedecktes Fachwerk-Stallgebäude mit Walmdach und hohem Backstein-Sockel. Nördliche Traufwand massiv in Kalksandstein ersetzt, Dach erneuert, Westgiebel durch zweiten Toreinbau verändert. | 30895563 |      |

## Neukloster

### Gruppe: Kirchbezirk Neukloster
Die Gruppe hat die ID 30890805. Historischer Ortskern Neuklosters. Benediktinerinnenkloster aus Neuenkirchen 1286 hierhin verlegt, seitdem im Gegensatz zum älteren Kloster in Buxtehude Neukloster genannt. 1647 säkularisiert. Um 1850 bis 1900 am Ort des ehemaligen Klosters einheitlich in Backstein errichtete Baugruppe mit Pfarrkirche, Schulhaus, Küster-/Lehrerwohnhaus und Pfarrscheune.

| Lage                                             | Bezeichnung             | Beschreibung | ID       | Bild |
| ------------------------------------------------ | ----------------------- | --- | -------- | ---- |
| Cuxhavener Straße 53° 28′ 58″ N, 9° 38′ 1″ O     | St.-Marien-Kirche       | Neugotischer Saalbau mit Ostturm, Backsteinbau. Originaler Erhaltungszustand mit bauzeitlicher Ausmalung. Architekten: Oskar Hossfeld und Friedrich Schultze. Erbaut 1903/04. | 30891573 |      |
| Cuxhavener Straße 126 53° 28′ 58″ N, 9° 38′ 1″ O | Schule                  | Eingeschossiger Backsteinbau unter Satteldach, erbaut im 19. Jahrhundert als Schulgebäude.                                                                                    | 30891532 |      |
| Cuxhavener Straße 128 53° 28′ 57″ N, 9° 38′ 0″ O | Lehrer-/ Küsterwohnhaus | Eingeschossiger Backsteinbau unter Krüppelwalmdach, erbaut etwa in der Mitte des 19. Jahrhunderts, nachträgliche Veränderungen erkennbar.                                     | 30891509 |      |
| Cuxhavener Straße 128 53° 28′ 57″ N, 9° 38′ 1″ O | Pfarrscheune            | Backsteinbau unter Krüppelwalmdach, erbaut ca. Mitte des 19. Jahrhunderts als eines der ersten Steingebäude in Neukloster.                                                    | 30891553 |      |

### Einzelbaudenkmale
| Lage                                          | Bezeichnung                   | Beschreibung | ID       | Bild |
| --------------------------------------------- | ----------------------------- | --- | -------- | ---- |
| Cuxhavener Straße 53° 28′ 20″ N, 9° 39′ 34″ O | Jüdischer Friedhof Neukloster | Jüdischer Friedhof südlich der Bundesstraße 73. Anlage des jüdischen Friedhofs mit Grabsteinen ab 1830, z. T. zerstört. Gehörte seit 1830 zur Gemeinde Horneburg. 1980 wurde der Friedhof mit einem neuen Zaun umgeben. Der Friedhof wurde bis 1939 genutzt. 34 Grabsteine sind erhalten. | 30894743 |      |
| Kringelstraße 4 53° 28′ 54″ N, 9° 38′ 0″ O    | Wohn-/ Wirtschaftsgebäude     | Ehemaliges Hallenhaus, giebelständig und unter Satteldach; Dielentor zugesetzt, Veränderungen im Baubestand. | 30895138 |      |
| Mühlenkampsweg 12 53° 29′ 1″ N, 9° 37′ 36″ O  | Wohnhaus                      | Schlichtes Wohnhaus errichtet 1938 nach Plänen von Fritz Höger (Hamburg). Kellerdecke unter dem Wohnraum in (Stahl-)Beton ausgeführt. Treppenaufgang erhielt einen neuen Belag in Anlehnung an den Bestand (ursprünglich dunkle Klinker). Innen original erhalten.                        | 43863747 |      |

## Ottensen

### Gruppe: Hofanlage Nindorfer Straße 25
Die Gruppe hat die ID 30891183. Ehemals große, typische niederdeutsche Hofanlage mit Fachwerkbaugruppe aus Wohnwirtschaftsgebäude, Scheune, Feldsteinmauer zur Straße, Feldstein-Hofpflasterung und altem Baumbestand. Die Scheune ist nicht mehr vorhanden, das Hofgrundstück parzelliert und teilweise neu bebaut.

| Lage                                          | Bezeichnung               | Beschreibung | ID       | Bild |
| --------------------------------------------- | ------------------------- | --- | -------- | ---- |
| Nindorfer Str. 25 53° 26′ 57″ N, 9° 39′ 57″ O | Wohn-/ Wirtschaftsgebäude | Großes Vierständer-Hallenhaus unter reetgedecktem Satteldach. Umfangreich verändert, Traufseiten massiv ersetzt. Wirtschaftsgiebel dreifach leicht vorkragend, inschriftliche Datierung „1883“. | 30896306 |      |
| Nindorfer Str. 25 53° 26′ 57″ N, 9° 39′ 57″ O | Einfriedung               | Grundstückseinfriedung der ehemaligen, inzwischen parzellierten Hofanlage Nindorfer Str. 25 aus locker geschichteten Feldsteinen entlang der Straße.                                            | 30891891 |      |

### Gruppe: Hofanlage Kirchweg 14
Die Gruppe hat die ID 30891171. Kleine Hofanlage, Fachwerkbaugruppe mit Wohnwirtschaftsgebäude und Scheune.

| Lage                                    | Bezeichnung               | Beschreibung | ID       | Bild |
| --------------------------------------- | ------------------------- | --- | -------- | ---- |
| Kirchweg 14 53° 26′ 53″ N, 9° 39′ 49″ O | Wohn-/ Wirtschaftsgebäude | Zweiständer-Hallenhaus unter reetgedecktem Halbwalmdach. Inschriftliche Datierung „1850“ über der Grootdör am Ostgiebel. Fachwerk zum Teil massiv ersetzt, Fenster zum Teil erneuert. | 30893775 |      |
| Kirchweg 14 53° 26′ 52″ N, 9° 39′ 48″ O | Scheune                   | Kleines Fachwerk-Hallenhaus unter reetgedecktem Walmdach. Nordgiebel mit Grootdör und Halbwalm. Südgiebel und westliche Traufseite massiv ersetzt.                                    | 30896327 |      |

### Einzelbaudenkmale
| Lage                                    | Bezeichnung               | Beschreibung | ID       | Bild |
| --------------------------------------- | ------------------------- | --- | -------- | ---- |
| Estewiesen 17 53° 27′ 1″ N, 9° 40′ 9″ O | Wohn-/ Wirtschaftsgebäude | Kleines Zweiständer-Hallenhaus mit reetgedecktem Walmdach und massivem Backsteinsockel. Inschriftliche Datierung „Anno 1771“ über der Grootdör am Nordwestgiebel. Türen und Fenster verändert. Giebelschmuck rekonstruiert. | 30891852 |      |
| Kirchweg 15 53° 26′ 51″ N, 9° 39′ 46″ O | Wohnhaus                  | Wohnteil eines Wohn-/Wirtschaftsgebäudes, eingeschossiger, giebelständiger Sichtbacksteinbau mit Satteldach und Zwerchhaus. Stuck- und Putzgliederungen in Form von Lisenen, auffälligen Fensterrahmungen sowie Ortgangverzierung. Zentraler, zurückgesetzter Eingang am Giebel unter gestaffelten Rundbögen auf Säulen bzw. Halbsäulen. Inschriftliche Datierung „1908“ an mittlerem Rundbogen, darüber rechteckige Kartusche mit Inschrift. | 30892673 |      |

## Ovelgönne

### Gruppe: Wassermühle Ovelgönne
Die Gruppe hat die ID 30891223. Mühlenanlage aus künstlich angestautem Teich und 1674 errichtetem Mühlengebäude an dessen Nordufer.

| Lage                                 | Bezeichnung           | Beschreibung | ID       | Bild |
| ------------------------------------ | --------------------- | --- | -------- | ---- |
| Hemberg 7 53° 27′ 0″ N, 9° 45′ 25″ O | Wassermühle Ovelgönne | Eingeschossiger Fachwerkbau unter Walmdach, in Reetdeckung, Backsteinausfachung. Ostfassade massiv ersetzt. Antrieb oberschlächtig über eisernes Gerenne auf Wasserrad mit Metallschaufeln. Im Inneren Antriebs- und Mahltechnik komplett erhalten. Inschriftliche Datierung „1674“. Mühlengebäude und Technik 1986 restauriert. | 30895481 |      |
| 53° 26′ 58″ N, 9° 45′ 27″ O          | Mühlenteich           | Künstlich aufgestauter Teich im Verlauf der Ketzenbeek. Staudamm mit Wehr am Nordufer des Teiches. | 30895503 |      |